# Judith Hoag

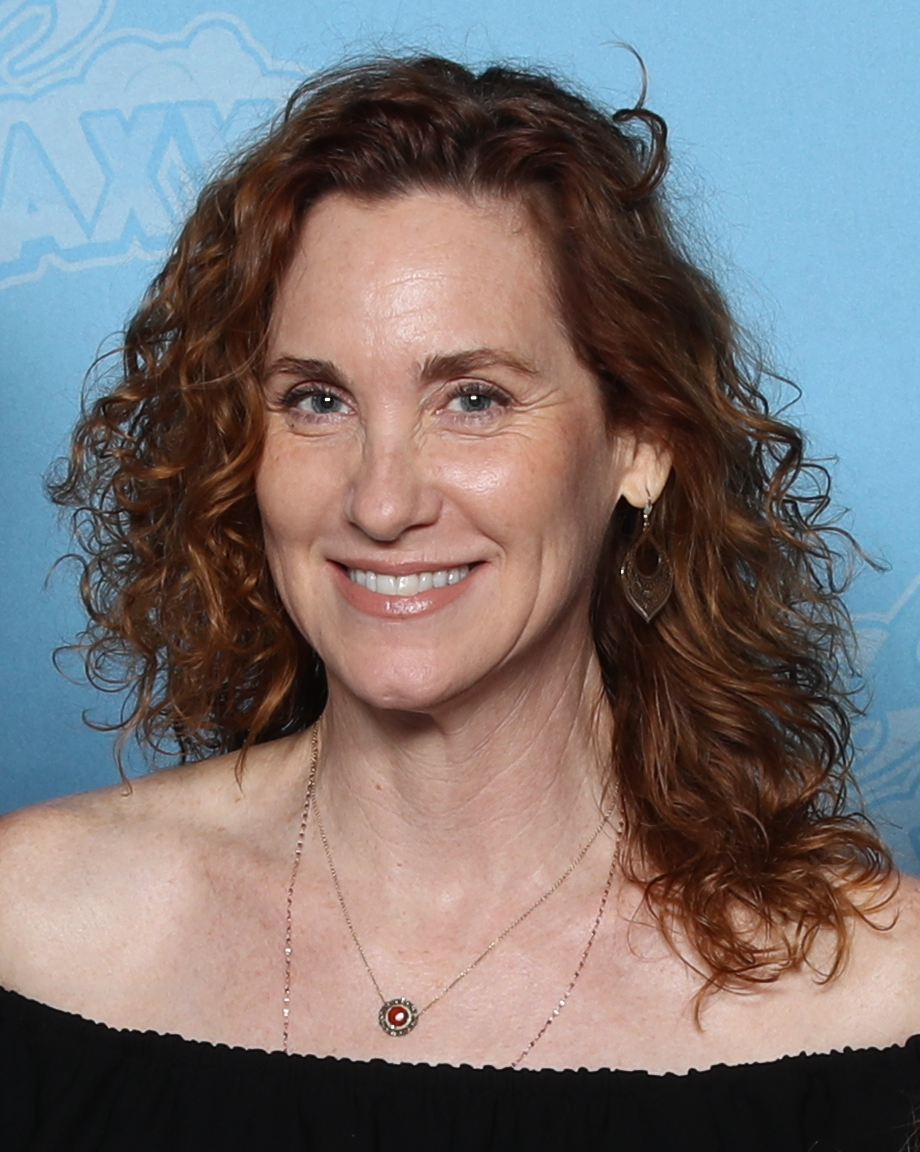
Judith Hoag (2019)

Judith Hoag (* 29. Juni 1963 in Newburyport, Massachusetts) ist eine US-amerikanische Schauspielerin. Am bekanntesten ist sie durch ihre Rolle als Gwendoline Piper-Cromwell in den Halloween-Town-Filmen.

## Leben und Leistungen
Hoag trat als Kind in Theaterstücken auf und studierte Schauspielkunst. Ihre erste Spielfilmrolle spielte sie im Fernsehdrama Bulle und das Streetgirl aus dem Jahr 1985. Im Actionfilm Turtles (1990) übernahm sie die Hauptrolle der Reporterin April O’Neil, die eine Freundin der Titelfiguren wird; diese Rolle wurde ihr von Robin Williams, ihrem Costar aus dem Film Cadillac Man, empfohlen.
Hoag spielte eine größere Rolle in der Fantasykomödie Halloween Town – Meine Oma ist ’ne Hexe (1998) sowie in den Fortsetzungen Halloweentown II (2001), Halloweentown III: Halloweentown Highschool (2004) und Halloweentown 4 – Das Hexencollege (2006). Eine größere Rolle spielte sie 1999 im Kriminaldrama Bad City Blues. Von 2006 bis 2007 und von 2009 bis 2011 spielte sie in der Serie Big Love die Rolle der Cindy Dutton Price. Außerdem war sie in zahlreichen Gastauftritten in Fernsehserien zu sehen, darunter in Ghost Whisperer – Stimmen aus dem Jenseits (2006), Grey’s Anatomy (2007), Sons of Anarchy, The Mentalist (beide 2008), CSI: NY, Private Practice (beide 2010), Castle, Grimm (beide 2011), Criminal Minds und The Middle (beide 2012). Seit 2012 verkörpert sie in der ABC-Serie Nashville die Rolle der Tandy Hampton.
Im Jahr 1988 heiratete Hoag den Schauspieler Vince Grant. Zusammen haben die beiden zwei Kinder. Das Paar ist mittlerweile geschieden.

## Filmografie (Auswahl)
- 1985: Bulle und das Streetgirl (The Little Sister)
- 1990: Turtles (Teenage Mutant Ninja Turtles)
- 1990: Cadillac Man
- 1992: Roseanne (Fernsehserie, Folge 5x06)
- 1993: Acting on Impulse
- 1994: Die Nanny (The Nanny, Fernsehserie, Folge 2x04)
- 1997: Here Dies Another Day
- 1998: Armageddon – Das jüngste Gericht (Armageddon)
- 1998: Halloween Town – Meine Oma ist ’ne Hexe (Halloweentown)
- 1999: Bad City Blues
- 1999: Akte X – Die unheimlichen Fälle des FBI (The X-Files, Fernsehserie, Folge 7x03: Hunger)
- 2001: Halloweentown II (Halloweentown II: Kalabar’s Revenge)
- 2004: Halloweentown III: Halloweentown Highschool (Halloweentown High)
- 2004: CSI: Den Tätern auf der Spur (CSI: Crime Scene Investigation, Fernsehserie, Folge 4x16)
- 2006: Bones – Die Knochenjägerin (Bones, Fernsehserie, Folge 1x12)
- 2006: Ghost Whisperer – Stimmen aus dem Jenseits (Ghost Whisperer, Fernsehserie, Folge 2x03)
- 2006: Halloweentown 4 – Das Hexencollege (Return to Halloweentown)
- 2006–2011: Big Love (Fernsehserie, 13 Folgen)
- 2007: Grey’s Anatomy (Fernsehserie, 2 Folgen)
- 2008: Sons of Anarchy (Fernsehserie, Folge 1x03)
- 2008: The Mentalist (Fernsehserie, Folge 1x02)
- 2010: CSI: NY (Fernsehserie, Folge 6x12)
- 2010: Private Practice (Fernsehserie, 3 Folgen)
- 2011: Ich bin Nummer Vier (I Am Number Four)
- 2011: Castle (Fernsehserie, Folge 4x03)
- 2011: Grimm (Fernsehserie, Folge 1x05)
- 2012: Criminal Minds (Fernsehserie, Folge 7x12)
- 2012: The Middle (Fernsehserie, Folge 3x20)
- 2012–2017: Nashville (Fernsehserie, 40 Folgen)
- 2018: Forever My Girl
- 2021: Finding You
- 2023: Roll with It